# Матсебула, Мхлангано Стивен
Мхлангано Стивен Матсебула (англ. Mhlangano Stephen Matsebula; 16 июля 1925, Мапхалалени, британский протекторат Свазиленд — 15 января 2015, Лудзелудзе, Свазиленд) — государственный деятель Свазиленда, министр иностранных дел (1972—1979).

## Биография
Получил среднее образование в школе Св. Иосифа в Нкамане, Южная Африка.
Являлся владельцем сельских магазинов розничной торговли и в этом качестве был избран секретарем торговой ассоциации Свазиленда.
- 1972—1979 гг. — министр иностранных дел,
- 1983—1986 гг. — министр труда и государственной службы,
- 1987 г. — и. о. министра природных ресурсов, землепользования и энергетики.

Являлся исполнительным директором компании USA Distillers at Big Bend since formation.
Также был автором романа под названием «Mzali Khumbula» и стихотворений, вышедших в сборнике под редакцией его брата.